# LG V30
Le LG V30 est un smartphone fabriqué et commercialisé par la marque sud-coréenne LG en 2017, le deuxième avec le LG G6. Il représente le haut de gamme de LG, fait suite au LG V20 et précède le LG V40 ThinQ,.